# Batalla del estrecho Badung
La batalla del Estrecho de Badung fue una batalla naval en la Guerra del Pacífico durante la Segunda Guerra Mundial que tuvo lugar en la noche del 19-20 de febrero de 1942 en el Estrecho de Badung entre el Comando Americano-Británico-Holandés-Australiano y la Armada Imperial Japonesa. (El estrecho está entre Bali y la isla Nusa Penida.)
En el enfrentamiento cuatro destructores japoneses vencieron a una fuerza aliada que los superaba en número y en cañones, escoltando a dos transportes fuera de la batalla en el proceso y hundiendo al destructor neerlandés Piet Hein. La batalla sirvió para demostrar la superioridad naval japonesa sobre los aliados en los enfrentamientos nocturnos, la cual se mantuvo hasta la batalla del Cabo de St. George.

## Antecedentes
Un batallón de la 48.ª División de Infantería del Ejército Imperial Japonés desembarcó en Bali el 18 de febrero de 1942. Las fuerzas navales del almirante holandés Karel Doorman se encontraban dispersadas alrededor de Indonesia, pero la invasión de Bali no podía ser ignorada, ya que Bali les hubiese otorgado a los japoneses una base aérea con alcance de la base naval del ABDACOM en Surabaya, obligándolo a enviar todos los buques que tenía disponible. La urgencia de la situación le impidió concentrar sus navíos, por lo que se utilizó una fuerza superior en números para atacar las posiciones japonesas.

## La Batalla
Los primeros navíos en iniciar el combate fueron los submarinos USS Seawolf y el HMS Truant. Ambos atacaron al convoy japonés el 18 de febrero, pero no lograron causar ningún daño y fueron repelidos por cargas de profundidad de los destructores japoneses. Más tarde ese mismo día, 20 aviones de la Fuerzas Aéreas del Ejército de los Estados Unidos atacaron el convoy, pero solo lograron dañar al transporte Sagami Maru.
Los japoneses eran conscientes de que su convoy sería atacado nuevamente, así que decidieron retirarse hacia el norte lo antes posible. El crucero Nagara y los destructores Wakaba, Hatushimo y Nenohi  se alejaron y no tomaron parte en la batalla. Los últimos navíos en retirarse fueron los dos transportes, cada uno escoltado por dos destructores. El Sasago Maru fue escoltado por el Asashio y el Oshio; mientras que el Sagami Maru, que se encontraba seriamente dañado, fue escoltado por el Michishio y el Arashio.
El primer grupo aliado estaba formado por los cruceros HNLMS De Ruyter y Java y los destructores USS John D. Ford, Pope y HNLMS Piet Hein. Este grupo avistó a los japoneses en el Estrecho de Badung aproximadamente a las 22:00 y abrió fuego contra ellos a las 22:25 el 19 de febrero. Ningún navío fue dañado en el intercambio de fuego, y los dos cruceros holandeses continuaron hacia el estrecho por el noreste, para darle a los destructores la posibilidad de atacar con torpedos. Luego, el Piet Hein, el Pope y el John D. Ford alcanzaron al grupo y se pusieron al alcance de los japoneses. A las 22:40, un torpedo de lanza larga del Asashio impactó contra el Piet Hein, hundiendo al destructor holandés en forma inmediata. Acto seguido, el Asashio y el Oshio comenzaron a intercambiar fuego con Pope y el John D. Ford, obligando a los dos destructores estadounidenses a retirarse al sureste en lugar de seguir a los cruceros al noreste.
En la oscuridad, el Asashio y el Oshio tomaron por buques enemigos y abrieron fuego uno en contra del otro, manteniendo el intercambio de disparos durante varios minutos sin llegar a causar ningún daño.
Tres horas más tarde, el segundo grupo de los navíos del ABDACOM -formado por el crucero HNLMS Tromp y los destructores USS John D. Edwards, USS Parrott, USS Pillsbury y USS Stewart- llegó al Estrecho de Badung. A la 01:36, el Stewart, el Pillsbury y el Parrott lanzaron torpedos pero no causaron ningún daño. El Oshio y el Asashio volvieron a abrir fuego y se produjo otro intercambio de disparos. Once proyectiles de 130 mm del Asashio alcanzaron al Tromp, dañándolo seriamente. El Tromp también alcanzó a dañar a ambos destructores, matando a siete hombres en el Oshio y cuatro en el Asashio. Después el Tromp tuvo que volver a Australia para ser reparado.
El Arashio y el Michishio había recibido órdenes de retornar por parte del almirante Kubo, y a las 2:20 se unieron a la batalla. El Michishio fue alcanzado por proyectiles del Pillsbury, el John D. Edwards y el Tromp que mataron a 13 miembros de su tripulación e hirieron a 83. Perdió velocidad y tuvo que ser remolcado luego de la batalla. Ambos grupos de navíos dieron la vuelta luego de esto y el enfrentamiento concluyó.

## Eventos posteriores y consecuencias
El tercer grupo del ABDACOM, formado por siete buques torpederos, llegó al Estrecho de Badung aproximadamente a las 6:00, pero ya no encontró ningún buque japonés. La batalla significó una victoria importante para los japoneses. El capitán de corbeta Gorō Yoshii del Asashio y el comandante Kiyoshi Kikkawa del Oshio demostraron excelente habilidad al mando y coraje. Lograron repeler a una fuerza aliada mucho mayor, hundieron el destructor Piet Hein y causaron graves daños al crucero Tromp, al tiempo que sufrieron muy pocos daños y lograron proteger sus navíos de transporte.
La guarnición de 600 milicianos indonesios estacionada en Bali no ofreció resistencia a los japoneses y su pista de aterrizaje fue capturada intacta. Los japoneses continuaron con su conquista de las Indias Orientales Neerlandesas con la captura de Timor entre el 20 y 23 de febrero. Las fuerzas del ABDACOM que participaron de la batalla en el Estrecho de Badung fueron derrotadas en forma decisiva en la batalla del Mar de Java el 1 de marzo de 1942, en la que los cruceros holandeses Java y De Ruyter fueron hundidos y el almirante Doorman murió en combate. El Tromp escapó a esa suerte, ya que se encontraba en Australia siendo reparado debido a los daños sufridos en el Estrecho de Badung. El destructor Stewart estaba siendo reparado en Surabaya, donde fue capturado más adelante y puesto al servicio de los japoneses como buque patrullero bajo el nombre de P-102.